# Predigerseminar Nürnberg

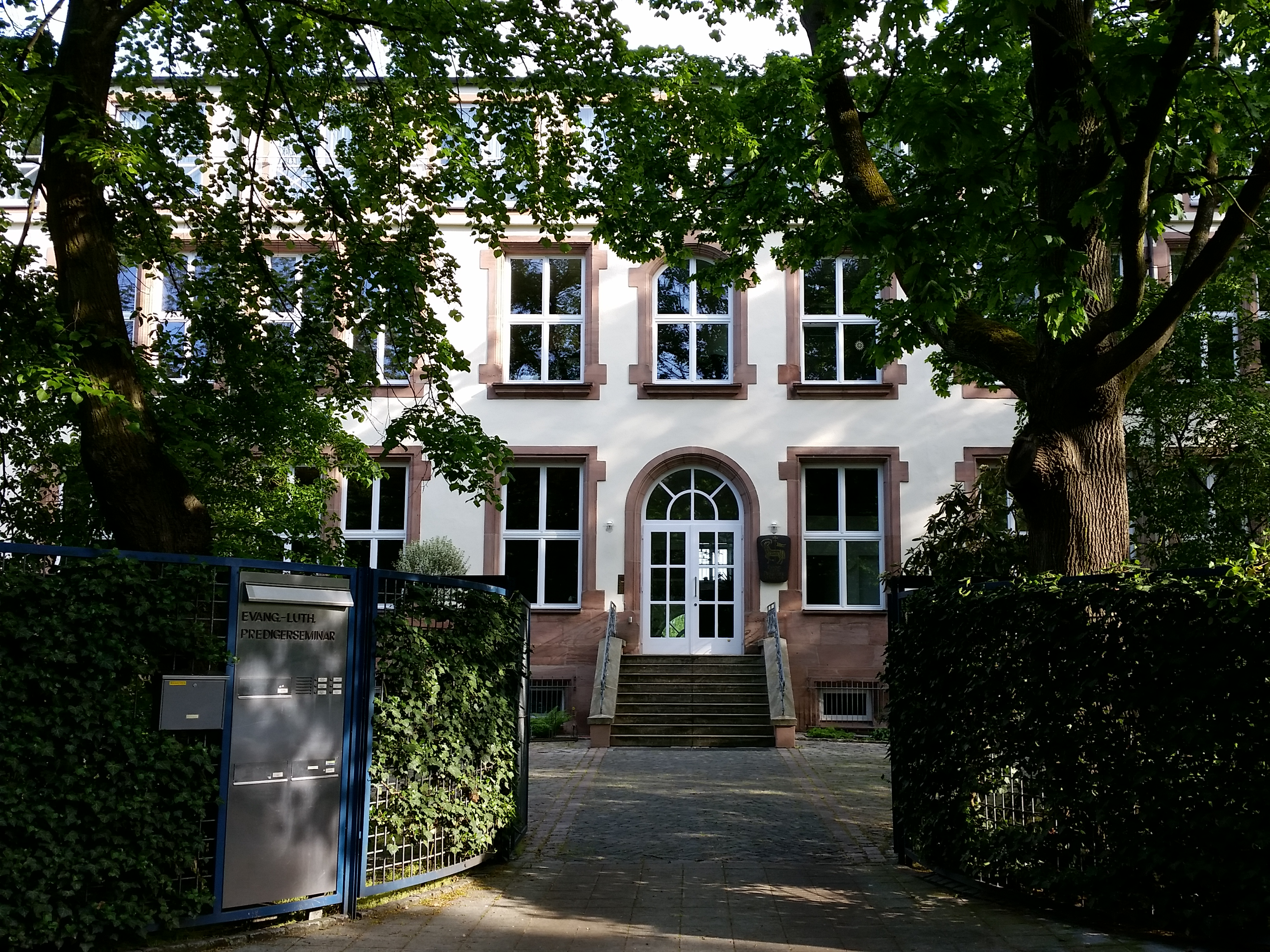
Predigerseminar Nürnberg, Eingang

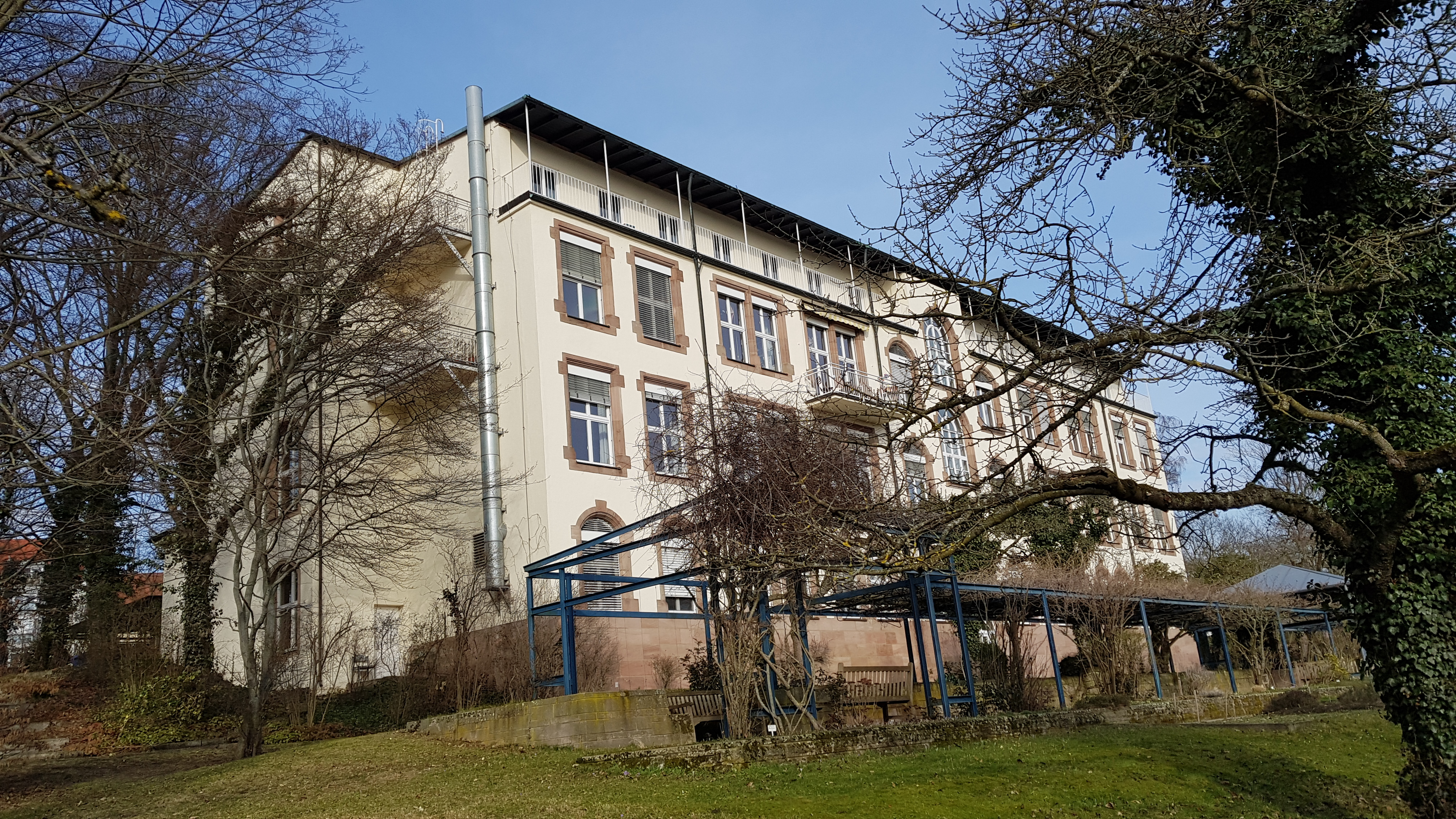
Südansicht vom Garten her

Das Predigerseminar Nürnberg ist eine Einrichtung der Evangelisch-Lutherischen Kirche in Bayern, die für die zweite, praktische Ausbildungsphase (Vikariat) von angehenden Pfarrerinnen und Pfarrern zuständig ist.
Es wurde 1922 von Bischof Hans Meiser und anderen gegründet. Meiser, der spätere Bischof der Bayerischen Landeskirche, war gleichzeitig der erste Rektor. Nach der Schließung der Predigerseminare München, Neuendettelsau und Bayreuth ist das Predigerseminar Nürnberg die einzige derartige Ausbildungsstätte der Bayerischen Landeskirche.
Gottesdienst, Schulunterricht, Seelsorge, Katechetik und Gemeindeleitung sind die zentralen Inhalte dieser Ausbildung. Die praktischen Erfahrungen in der Vikariatsgemeinde werden zusätzlich von Mentorinnen und Mentoren begleitet. Im Predigerseminar werden anschließend die Lernprozesse reflektiert, Seelsorgeprotokolle ausgewertet und Videos von Gottesdiensten und Unterrichtsstunden besprochen. Am Ende der Ausbildung wird die Eignung für den Pfarrberuf durch das Predigerseminar festgestellt (bei ca. 91 % im Jahr 2007) oder die Vikare nicht zur Übernahme empfohlen. Es werden von diesem Seminar ca. 120 Vikarinnen und Vikare (Ausbildungsdauer 2,5 Jahre / pro Halbjahr ca. 25–20) ausgebildet und begleitet.
Derzeitiger Rektor ist Manacnuc Lichtenfeld, vormals Pfarrer in Aschaffenburg.

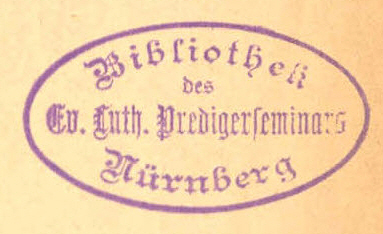
Bibliotheksstempel des Nürnberger Predigerseminars, ca. 1930